# Трой Бейкър
Трой Едуард Бейкър (на английски: Troy Edward Baker; роден на 1 април 1976 г.) е американски актьор, озвучаващ главните герои в редица видеоигри, номиниран е за пет награди на БАФТА. Той озвучава Букър Де Уит в „BioShock Infinite“, Джоел в „The Last of Us“, Жокера в „Batman: Arkham Origins“, Джак Мичъл в „Call of Duty: Advanced Warfare“, Ван Клайс в „Генератор Рекс“, Джио-Форс в „Младежка лига“ и други.

## Частична филмография
- 2015 – „Батман срещу Робин“ (Batman vs. Robin)
- 2015 – „Лего Лигата на справедливостта срещу Бизаро-лигата“ (Lego DC Comics Super Heroes: Justice League vs. Bizarro League)

- 2019 – „Батман срещу Костенурките нинджа“ (Batman vs. Teenage Mutant Ninja Turtles)

- 2024 – „Лигата на справедливостта: Криза в Мултивселената“ – втора част (Justice League: Crisis on Infinite Earths - Part Two)